# Bayard (Nuevo México)
Bayard es una ciudad ubicada en el condado de Grant en el estado estadounidense de Nuevo México. En el Censo de 2010 tenía una población de 2328 habitantes y una densidad poblacional de 949,15 personas por km².

## Geografía
Bayard se encuentra ubicada en las coordenadas 32°45′31″N 108°8′1″O / 32.75861, -108.13361. Según la Oficina del Censo de los Estados Unidos, Bayard tiene una superficie total de 2.45 km², de la cual 2.45 km² corresponden a tierra firme y (0%) 0 km² es agua.

## Demografía
Según el censo de 2010, había 2328 personas residiendo en Bayard. La densidad de población era de 949,15 hab./km². De los 2328 habitantes, Bayard estaba compuesto por el 76.8% blancos, el 0.56% eran afroamericanos, el 2.41% eran amerindios, el 0.04% eran asiáticos, el 0% eran isleños del Pacífico, el 15.89% eran de otras razas y el 4.3% pertenecían a dos o más razas. Del total de la población el 83.12% eran hispanos o latinos de cualquier raza.